# Уессе
Уессе — місто й комуна в департаменті Коллінес, у центральній частині Беніну. Площа комуни становить 3200 км². Станом на 2002 рік чисельність населення становила 96 850 чоловік.